# First Dance
Albums de Michael Bublé
Babalu
First Dance est un maxi (EP) de Michael Bublé, sorti en 1996.

## Chansons
1. One Step at a Time
2. Learnin' the Blues
3. I've Got You Under My Skin
4. Just One More Dance
5. All Of Me
6. I'll Be Seeing You